# 長谷川良夫
長谷川 良夫（はせがわ よしお、1907年12月22日 - 1981年5月6日）は、日本の作曲家。

## 経歴
東京に生まれる。
作曲を信時潔、クラウス・プリングスハイムに師事。1931年東京音楽学校師範科卒業。1933年同研究科作曲聴講生修了、日本ビクターに所属。1937年、宝塚歌劇団作曲部に所属。1938年ドイツに渡り、ベルリン国立歌劇場でオペラを研究し、1940年帰国。1946年、東京音楽学校作曲科教授に就任。1949年、学制移行により東京芸術大学教授となる。1975年、同大学名誉教授となる。
1979年、勲三等瑞宝章を受章。1981年、心不全のため死去。
音楽教育に力を注ぎ、著書に『作曲法教程』『大和声学教程』『対位法』などがある。門下から、保科洋、菅野光亮、三枝成彰はじめ多数の作曲家を輩出している。

## 主要作品
- 偉いなる朝 （新憲法施行記念祝賀会のためのカンタータ）
- 瓶の中の世界 （弦楽器・打楽器・四分音ピアノと朗読による放送音楽、イタリア放送協会賞を受賞）
- 二つの日本民謡調　（ヴァイオリン、ピアノ）
- 生はげ舞曲（男鹿半島舞曲）
- 第一弦楽四重奏曲
- 室内管弦楽または9楽器のための能（ピアノ、クラリネット、フルート、オーボエ、ヴィブラフォン、2ヴァイオリン、ヴィオラ、チェロ）
- 管弦楽のためのバラード
- 万葉抄 （歌曲）
- 秋の歌四章　（歌曲）
- 希望の歌（昭和24年度全国唱歌ラジオコンクール［現 NHK全国学校音楽コンクール］中学校の部課題曲）
- いつも心に（昭和27年度全国唱歌ラジオコンクール中学校の部課題曲）
- 早春（無伴奏混声合唱）
- 春待草（国民歌謡）
- やぎの子 （童謡）
- 北九州市歌
- 市原市民歌
- 東京農工大学歌
- 立命館大学学生歌[1]
- 大分県立大分鶴崎高等学校校歌
- 香川県立丸亀高等学校校歌
- 長崎県立長崎西高等学校校歌
- 西宮市立西宮高等学校校歌
- 兵庫県立龍野高等学校校歌
- 島根県立出雲高等学校校歌
- 山梨県立巨摩高等学校校歌
- 富山県立桜井高等学校校歌
- 北海道旭川東高等学校校歌
- 東京都立武蔵高等学校・附属中学校校歌
- 神奈川県立柏陽高等学校校歌
- 千葉県立佐原高等学校校歌
- 富津市立大貫中学校校歌
- 富津市立佐貫中学校校歌
- 日光市立湯西川小中学校校歌[2]
- 徳島県立城東高等学校校歌

## 著書
- 合唱読本
- 対位法:線的作曲技法及びカノン・フーガ
- 和声学入門
- 大和声学教程:機能理論に基く和声運用の実技
- 作曲法教程上巻
- 作曲法教程下巻
- 作曲のよろこび

## ディスコグラフィー
- 長谷川良夫の音楽:東と西の接点を求めて(ポリドール)

## 関連記事
- 和声 理論と実習